# Qoçulu
Qoçulu è un comune dell'Azerbaigian situato nel distretto di Kürdəmir.